# Ken Charles
Kenneth M. Charles, detto Ken (10 luglio 1951), è un ex cestista e allenatore di pallacanestro trinidadiano, professionista nella NBA.

## Carriera
Venne selezionato dai Buffalo Braves al terzo giro del Draft NBA 1973 (38ª scelta assoluta).

## Palmarès

### Allenatore
- USBL Coach of the Year (2005)